# 311. pehotni polk (Italija)
311. pehotni polk Casale je bil pehotni polk Kraljeve italijanske kopenske vojske.

## Zgodovina
Med drugo svetovno vojno je bil polk nastanjen v Jugoslaviji.